# Blue Beetle (soundtrack)
Blue Beetle is de originele soundtrack van de gelijknamige film, gecomponeerd door Bobby Krlic, ook bekend als The Haxan Cloak. Het album werd uitgebracht op 18 augustus 2023 door WaterTower Music.
Krlic werd bevestigd om de filmmuziek te schrijven door de release van de trailer in april 2023. Het nummer "Blue Beetle Suite" werd eerder op 11 augustus 2023 als single uitgebracht.

## Tracklijst
Alle muziek is geschreven door Bobby Krlic, tenzij anders vermeld.
| Nr. | Titel | Duur |
| --- | --- | ---- |
| 1.  | The Sphere | 3:37 |
| 2.  | Victoria Kord | 1:01 |
| 3.  | Stealing the Scarab | 3:16 |
| 4.  | The Transformation | 2:34 |
| 5.  | Stratosphere Flight | 1:16 |
| 6.  | Jaime Wakes Up | 2:45 |
| 7.  | Breaking into Kord | 2:08 |
| 8.  | Kord Tower Fight | 6:05 |
| 9.  | Ted Kord's Lair | 2:51 |
| 10. | Healing | 0:41 |
| 11. | Jenny's Childhood | 2:18 |
| 12. | Good News and Bad News | 2:43 |
| 13. | Before the Raid | 1:15 |
| 14. | Manifest Fight | 0:44 |
| 15. | Reyes House Attack | 4:39 |
| 16. | Heart Attack | 3:20 |
| 17. | Activating the Bug Ship | 2:06 |
| 18. | Dad's Gadgets | 0:57 |
| 19. | Nana Leads | 1:18 |
| 20. | Bug Ship to the Island | 1:04 |
| 21. | Leaving the Bug Ship | 3:43 |
| 22. | The Cosmic Realm | 3:58 |
| 23. | Rebooting | 3:27 |
| 24. | Nana's Theme | 0:42 |
| 25. | Blue Beetle vs Carapax Pt 1 | 3:19 |
| 26. | Blue Beetle vs Carapax Pt 2 | 4:39 |
| 27. | Sacrifices for the Greater Good (featuring Daniela Lalita) | 5:42 |
| 28. | Now We Can Cry | 2:41 |
| 29. | Blue Beetle Suite | 4:15 |
| 30. | Será Que No Me Amas (Blame It on the Boogie) – (uitgevoerd door Damian Castroviejo, geschreven door Juan Carlos Calderón López De Arróyabe, Mick Jackson (zanger), Michael George Jackson & David John Jackson) | 4:09 |
| 31. | Tú Serás Mi Baby (Be My Baby) – (uitgevoerd door Juventud Crasa, geschreven door Jeff Barry, Ellie Greenwich & Phil Spector)                                                                                    | 2:51 |

## Overige muziek
Naast de muziek op het album komen ook andere nummers in de film voor:
- "Atrévete-te-te" – Calle 13
- "La Chona" – Los Tucanes de Tijuana
- "Cumbia Poder" – Celso Piña
- "Sin Ti" – Los Panchos
- "María la del Barrio" – Thalía
- "Deportivo" – Álvaro Díaz, Cazzu & Caleb Calloway
- "Gracias a la Vida" – Alberto Cortez
- "No Vamos" – RaiNao
- "El Rey" – Vicente Fernández
- "Muchos Quieren Tumbarme" – Ivy Queen
- "Demolición" – Los Saicos
- "Cumbia Sampuesana" – Celso Piña Y Su Ronda Bogotá
- "Al Reves" – Los Walters
- "Armando Sanchez" – Chalino Sánchez
- "Bidi Bidi Bom Bom" – Selena
- "Solo Contigo Basta" – Alfredo Linares
- "Kickstart My Heart" – Mötley Crüe
- "Sabor a Mí" – Trío Los Panchos
- "Nada personal" – Soda Stereo
- "All Out of Love" – Air Supply